# Mai 1921

## Événements
- Fondation du Parti communiste du Canada.

- 1er - 3 mai : troubles à Jaffa. La violence se déplace vers le centre de la Palestine. Les émeutes font au total 90 morts côté juif et 62 du côté arabe.

- 5 mai : 
  - La conférence de Londres ramène les réparations dues par l'Allemagne à 132 Md de marks-or.
  - Sortie du parfum No 5 de Chanel.

- 6 mai : accord commercial germano-soviétique.

- 8 - 12 mai : congrès du parti socialiste de Roumanie à Bucarest. 428 délégués se prononcent pour l’adhésion à la IIIe Internationale, 111 expriment des réserves. Le 11 mai est fondé le Parti communiste roumain. Le lendemain, la police arrête pour « haute trahison » ceux qui ont voté en faveur de l’adhésion.

- 10 mai : ultimatum de Londres. Le Reichstag accepte de se soumettre aux exigences des Alliés concernant le paiement des réparations.

- 13 mai : la compagnie aérienne française Société des Lignes Latécoère devient la Compagnie Générale d'Entreprises Aéronautiques.

- 14 mai (Suisse) : la République et l'État de Genève commémorent l'application du Règlement du 19 juin 1920. Un événement fait pour rassembler la population et pour la création de l'image de la Genève internationale.

- 16 mai : la France nomme un ambassadeur au Vatican.

- 24 mai : massacre de Bulhoek[1],[2]. Les Juifs conduits par Enoch Mgijima occupent les terres vacantes en Afrique du Sud. Ils sont massacrés à Bulhoek (163 morts).

- 27 mai : publication du Code de la route en France.

- 30 mai : 500 miles d'Indianapolis.

## Naissances
- 2 mai : B. B. Lal, archéologue indien († 10 septembre 2022).
- 9 mai : Sophie Scholl, résistante antinazie allemande († 22 février 1943).
- 12 mai : 
  - Farley Mowat, écrivain († 6 mai 2014).
  - José Milicua, historien de l'art et professeur espagnol († 20 mai 2013).
  - Giovanni Benelli, cardinal italien, archevêque de Florence († 26 octobre 1982).
- 14 mai : Richard Deacon, acteur américain († 8 août 1984).
- 15 mai : ʻAlipate Tupou (Baron Vaea), premier ministre des Tonga de 1991 à 2000 († 7 juin 2009)
- 19 mai : Daniel Gélin, acteur français († 29 novembre 2002).
- 21 mai :
  - Satyajit Ray, réalisateur indien († 23 avril 1992).
  - Andreï Dmitrievitch Sakharov, physicien nucléaire russe, prix Nobel de la paix 1975 († 14 décembre 1989).
- 28 mai : Mahant Avaidyanath, prédicateur et politicien hindou († 12 septembre 2014).
- 31 mai : Alida Valli, actrice italienne († 22 avril 2006).

## Décès
- 25 mai : Émile Combes, homme politique français (º 6 septembre 1835)